# Pazarsuyu, Bulancak
Pazarsuyu là một xã thuộc huyện Bulancak, tỉnh Giresun, Thổ Nhĩ Kỳ. Dân số thời điểm năm 2011 là 1.314 người.